# Typhlodaphne payeni
Typhlodaphne payeni là một loài ốc biển, là động vật thân mềm chân bụng sống ở biển trong họ Borsoniidae.